# Lewis Boss
Lewis Boss (Providence, 26 ottobre 1846 – Albany, 5 ottobre 1912) è stato un astronomo statunitense.

## Biografia
Studiò presso il Dartmouth College dove si laureò nel 1870 per poi lavorare come impiegato del Governo statunitense. Fu assistente astronomo in una spedizione governativa per rilevare i confini tra il Canada e gli Stati Uniti. Nel 1876 divenne direttore del Dudley Observatory ad Albany. Nel 1882 condusse una spedizione in Cile per osservare il transito astronomico di Venere.  A partire dal 1895 lavorò alla realizzazione di un catalogo delle posizioni e dei moti propri delle stelle, lavoro che vide una accelerazione quando, a partire dal 1901, ebbe un supporto economico da parte della Carnegie Institution che portò nel 1910 alla pubblicazione di un primo catalogo stellare Preliminary General Catalogue of 6188 Stars for the Epoch 1900. Nel 1909 divenne editore della rivista Astronomical Journal. Fu insignito della  Gold Medal of the Royal Astronomical Society nel 1905.    
Alla sua morte la responsabilità della pubblicazione dell’Astronomical Journal passò a suo figlio Benjamin che continuò il lavoro del padre sul catalogo stellare che portò alla pubblicazione del Boss General Catalogue nel 1936.   

## Dediche
A Lewis Boss la UAI ha intitolato il cratere lunare Boss.